# Fuck It (I Don't Want You Back)
Fuck It (I Don't Want You Back) è un singolo discografico del 2003, brano d'esordio del cantante statunitense Eamon.
Entrato in rotazione radiofonica già nell'autunno 2003 per quanto riguarda il panorama americano, conobbe diffusione in Italia durante l'estate 2004 risultando un tormentone nonché il singolo più venduto di quell'anno davanti a A chi mi dice dei Blue.

## Il brano
Il testo della canzone — incentrata sul rancore provato per una relazione sentimentale conclusa in malo modo — presenta un esplicito turpiloquio e termini offensivi in alcuni passaggi, fatto che indusse gran parte delle emittenti radiofoniche a proporne una versione censurata: tale aspetto viene corretto nella variante italiana realizzata in collaborazione con gli Articolo 31, intitolata Solo con te e con un significato che ne risulta però differente.
Foriero di un notevole successo commerciale, il brano partecipò al Festivalbar 2004 fruttando a Eamon il premio di rivelazione internazionale.

## Cover
- Una cover esente da volgarità fu inserita da Mickey Harte nell'album Even Better than the Real Thing Vol. 2.
- Nel 2005 Alain Clark incise una versione del brano in olandese, intitolata Vakkenvuller e interpretata da Simon.

## Tracce
CD-Single
1. F**k It (I Don't Want You Back)  3:45
2. F**k It (I Don't Want You Back) (Edited Version)  3:45

CD-Maxi
1. F**k It (I Don't Want You Back) (Dirty)  3:45
2. F**k It (I Don't Want You Back) (Georgie's Anthem Mix)  7:08
3. F**k It (I Don't Want You Back) (Giuseppe Mix)  6:41
4. F**k It (I Don't Want You Back) (FCM Remix)  3:25

CD-Maxi
1. F**k It (I Don't Want You Back) (Dirty)  3:45
2. F**k It (I Don't Want You Back) (Clean)  3:45
3. F**k It (I Don't Want You Back) (Georgie's Anthem Mix)  7:08
4. F**k It (I Don't Want You Back) (Giuseppe's Mix)  6:41
5. F**k It (I Don't Want You Back) (F**ked Dub)  6:01
6. F**k It (I Don't Want You Back) (Teri & Tod's Speak And Spell Remix)  8:04
7. F**k It (I Don't Want You Back) (FCM Remix)  3:25

## Classifiche
| Classifica (2004)       | Posizione massima |
| ----------------------- | ----------------- |
| Australia               | 1                 |
| Austria                 | 1                 |
| Belgio (Fiandre)        | 1                 |
| Belgio (Vallonia)       | 6                 |
| Danimarca               | 1                 |
| Francia                 | 4                 |
| Germania                | 1                 |
| Norvegia                | 1                 |
| Francia                 | 1                 |
| Germania                | 1                 |
| Italia                  | 1                 |
| Norvegia                | 1                 |
| Nuova Zelanda           | 1                 |
| Paesi Bassi             | 1                 |
| Regno Unito             | 1                 |
| Svezia                  | 1                 |
| Svizzera                | 1                 |
| USA (Billboard Hot 100) | 16                |

## Controversie
- Sempre nel 2004 la rapper Frankee — nome d'arte di Nicole Francine Aiello —[33] pubblicò il brano F.U.R.B. (Fuck You Right Back) indicandolo come una risposta alla canzone di Eamon[13], asserendo che questi fosse il suo ex fidanzato[33]: il cantante smentì tuttavia di aver intrattenuto una relazione con Frankee[33], negando financo di conoscerla.[33]